# Eremaeozetes machadoi
Eremaeozetes machadoi är en kvalsterart som beskrevs av Sandór Mahunka 1989. Eremaeozetes machadoi ingår i släktet Eremaeozetes och familjen Eremaeozetidae. Inga underarter finns listade i Catalogue of Life.